# YAMADAチャレンジ杯
YAMADAチャレンジ杯（やまだチャレンジはい）は、日本将棋連盟が主催、ヤマダ電機（現：ヤマダデンキ）が特別協賛して開催されていた将棋の棋戦。2016年に新設され、2019年度までに4人の優勝者を決定した。2017年の第2回までは「上州YAMADAチャレンジ杯」の名称で開催された。
新型コロナウイルス感染症への対応として、2020年度（第5回）および2021年度（第6回）については中止された。
2023年6月22日、日本将棋連盟はサイト上において「YAMADAチャレンジ杯」を休止・終了棋戦の取り扱いとした。

## 開催方式
上州YAMADAチャレンジ杯

### 第1回
五段以下の全現役棋士とアマチュア選抜選手1名によるトーナメントで、現役年数とタイトル戦出場有無の制限はなし。
持時間は20分（チェスクロック使用）で切れたら一手30秒。
準決勝及び決勝は8月に群馬県高崎市の「ヤマダ電機LABI1高崎」にて公開対局で開催。優勝者は翌年の正月に同じ会場で開催される「上州将棋祭り」にて女子将棋YAMADAチャレンジ杯の優勝者と「上州YAMADAチャレンジ杯ドリームファイナル」と称したエキシビジョンマッチ（持時間は5分、切れたら一手30秒）を行った。

### 第2回
五段以下でプロ入り15年以下の棋士（タイトル戦未出場）とアマチュア選抜1名によるトーナメント。
持時間は20分（チェスクロック使用）で切れたら一手30秒。
準決勝及び決勝は8月に群馬県高崎市の「ヤマダ電機LABI1高崎」にて公開対局で開催。

### 第3回 - 第6回
第3回以降は棋戦名を「YAMADAチャレンジ杯」に変更。
五段以下でプロ入り15年未満の棋士（タイトル戦未出場）とアマチュア選抜1名によるトーナメント。
持時間は20分（チェスクロック使用）で切れたら一手30秒。
準決勝及び決勝は8月に群馬県高崎市の「ヤマダ電機LABI1高崎」にて公開対局で開催。
（第5回-第6回は棋戦中止、2021年度を以って棋戦を休止・終了）

## 歴代決勝結果

### 結果
ベスト4以上の結果は以下の通り。段位は対局当時のもの。 
| 回 | 対局日        | 優勝                                     | 準優勝                                   | ベスト4                                  | ベスト4                                  |
| -- | ------------- | ---------------------------------------- | ---------------------------------------- | ---------------------------------------- | ---------------------------------------- |
| 1  | 2016年8月28日 | 船江恒平五段                             | 千田翔太五段                             | 高見泰地五段                             | 三枚堂達也四段                           |
| 2  | 2017年8月27日 | 三枚堂達也五段                           | 高見泰地五段                             | 渡辺大夢五段                             | 大橋貴洸四段                             |
| 3  | 2018年8月19日 | 大橋貴洸四段                             | 近藤誠也五段                             | 黒沢怜生五段                             | 牧野光則五段                             |
| 4  | 2019年8月18日 | 門倉啓太五段                             | 井出隼平四段                             | 藤森哲也五段                             | 黒沢怜生五段                             |
| 5  | 2020年度      | 新型コロナウイルス感染拡大防止のため中止 | 新型コロナウイルス感染拡大防止のため中止 | 新型コロナウイルス感染拡大防止のため中止 | 新型コロナウイルス感染拡大防止のため中止 |
| 6  | 2021年度      | 新型コロナウイルス感染拡大防止のため中止 | 新型コロナウイルス感染拡大防止のため中止 | 新型コロナウイルス感染拡大防止のため中止 | 新型コロナウイルス感染拡大防止のため中止 |

※2020年・2021年は、新型コロナウイルス感染症関連の事情により、当棋戦とYAMADA女流チャレンジ杯は行われていない。
※2023年6月、本棋戦の休止終了を公表（2021年度限り）。